# Emmanuel Emenike
Emmanuel Chinenye Emenike (Otuocha, 1987. május 10.) nigériai válogatott labdarúgó. 

## Pályafutása

### Klubcsapatokban
A Delta Force korosztályos csapataiban ismerkedett meg a labdarúgás alapjaival. Felnőtt szinten Dél-Afrikában lépett először pályára az MP Black Aces csapatában, majd a Cape Town együttesében. 2009 nyarán Törökországba igazolt a Kardemir Karabükspor együtteséhez. Augusztus 23-án mutatkozott be a Samsunspor elleni másodosztályú bajnoki mérkőzésen. Október 11-én megszerezte első gólját a Kartal ellen. November 8-án a Mersin ellen mesterhármast szerzett, idegenben 6–1-re nyertek. 2010. február 14-én ismét 3 gólt szerzett, a Kayseri Erciyesspor ellen 4–2-re megnyert bajnoki mérkőzésen. 28 bajnoki mérkőzésen 16 gólt szerzett és bajnokok lettek. Augusztus 15-én az élvonalban is bemutatkozhatott, méghozzá góllal a Manisaspor ellen. November 6-án a Bucaspor elleni bajnokin 3 gólt szerzett, ezzel az élvonalban is sikerült neki.
2011. május 25-én aláírt a Fenerbahçe SK csapatához és 9 millió eurót fizettek érte. Pályára nem lépett. Július 28-án az orosz Szpartak Moszkva leigazolta őt 10 millió euróért. Augusztus 14-én mutatkozott be a 76. percben Ari cseréjeként az Anzsi Mahacskala elleni bajnoki találkozón. Két héttel később első gólját is megszerezte a CSZKA Moszkva ellen. Október 29-én mesterhármast szerzett a Lokomotyiv Moszkva ellen, a mérkőzést 3–0-ra nyerték meg. 2013 augusztusában a Fenerbahçe visszavásárolta. Augusztus 17-én a Konyaspor ellen mutatkozott be, a mérkőzést idegenben 3–2-re elvesztették. 2015. július 11-én egy szezonra kölcsönbe került az Al Ain csapatához, de 6 hónap után visszatért a török klubhoz. 2016. január 31-én ismét kölcsönbe távozott félszezonra, az angol West Ham Unitedhez, a klubnak opciós joga volt végleg megvásárolni a támadót, de nem éltek vele. Február 6-án a Southampton ellen a 73. percben Michail Antonio cseréjeként mutatkozott be. 15 nappal később a kupában duplázott a Blackburn Rovers ellen.
2017. július 6-án két évre aláírt a görög Olimbiakószhoz és 3,8 millió eurót fizettek érte. július 25-én az FK Partizan elleni bajnokok ligája selejtezőjében mutatkozott be góllal, úgy hogy 2 percet töltött pályán. 2018 január végén kölcsönbe került a spanyol Las Palmas csapatához. 2019. szeptember 16-án aláírt a belga Westerlo csapatához, amely a tizedik profi klubja lett. November 14-én öt bajnoki mérkőzést követően távozott a klubtól.

### A válogatottban
Részt vett a 2013-as afrikai nemzetek kupáján, a válogatottal megnyerték a tornát és ő maga meg gólkirályi címet szerzett. A 2014-es labdarúgó-világbajnokságra utazó keretbe is meghívót kapott. 2015. október 20-án bejelentette, hogy visszavonul a válogatottságtól.

## Család
2016-ban feleségül vette Iheoma Nnadi-t, aki korábban Nigéria szépségkirálynője volt. 2017 augusztusában született meg az első gyermekük. 2020. március 13-án megszületett a második gyerekük. Unokatestvére Daryl Dike, aki maga is válogatott labdarúgó.

## Sikerei, díjai

### Klub
- Kardemir Karabükspor
  - Török másodosztály bajnok: 2009–10
- Fenerbahçe SK
  - Török bajnok: 2013–14
  - Török szuperkupa: 2014

### Válogatott
- Nigéria
  - Afrikai nemzetek kupája: 2013

### Egyéni
- Afrikai nemzetek kupája – Gólkirály: 2013[41]
- Afrikai nemzetek kupája – A torna csapatának tagja: 2013[42]